# Hydrosmecta salinasica
Hydrosmecta salinasica är en skalbaggsart som beskrevs av Thomas Casey 1911. Hydrosmecta salinasica ingår i släktet Hydrosmecta och familjen kortvingar. Inga underarter finns listade i Catalogue of Life.